# Edward Gibbon

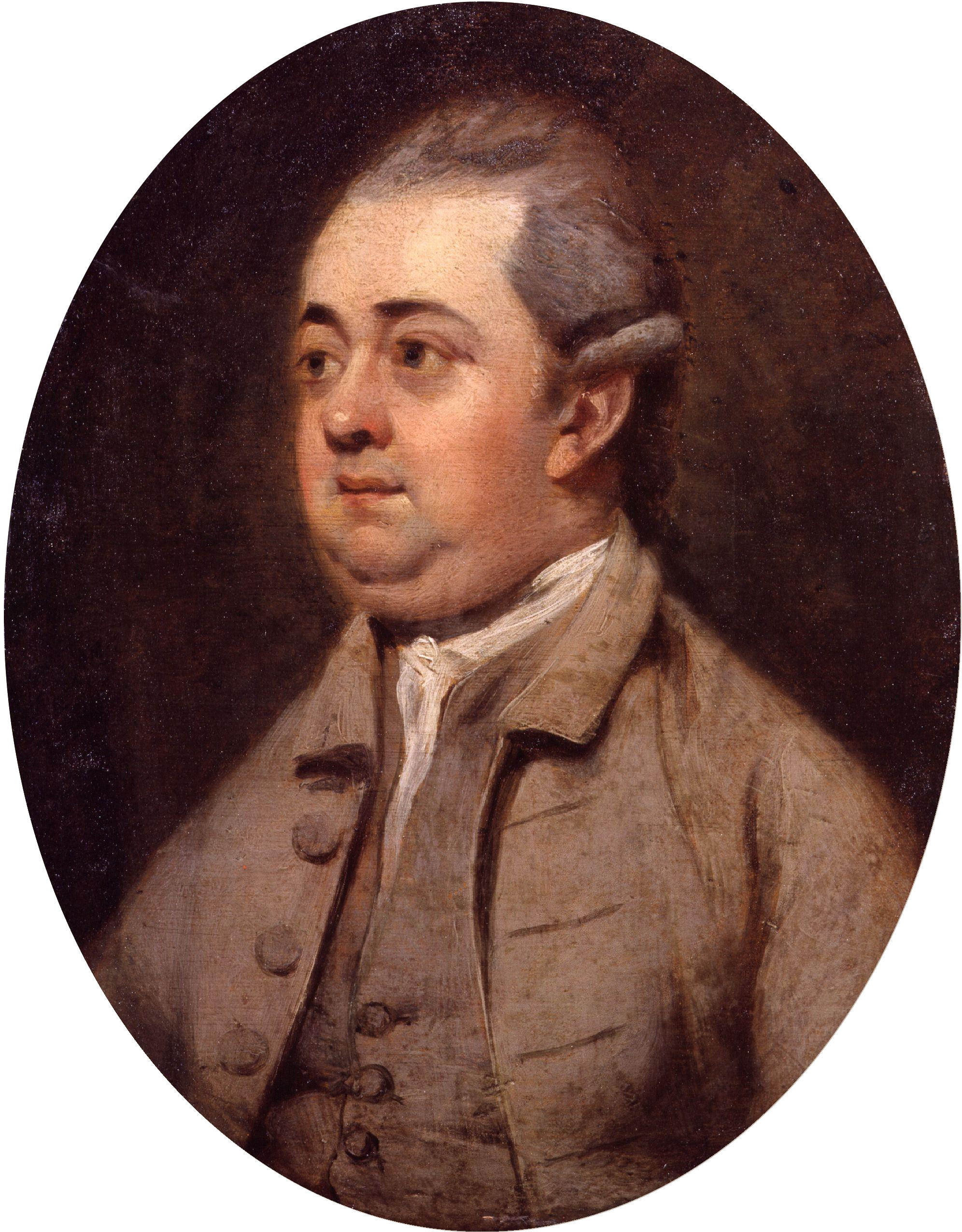
Edward Gibbon (1737–1794)

Edward Gibbon (27 tháng 4 năm 1737 - 16 tháng 1 năm 1794) là một nhà sử học và nghị sĩ trong Nghị viện Anh. Tác phẩm nổi tiếng nhất của ông, The History of the Decline and Fall of the Roman Empire (Lịch sử suy tàn và sụp đổ của Đế chế La Mã), đã được xuất bản thành sáu cuốn từ giai đoạn 1776 đến 1778. The History of the Decline and Fall of the Roman Empire nổi tiếng với lối nói mỉa mai, sử dụng tư liệu gốc, sự bôi nhọ tôn giáo có tổ chức. Đây là cuốn sách đã gây ra một số tranh cãi giữa các nhà phê bình.

## Câu nói
Đối với cái nhìn triết lý, những thói xấu của giới giáo sĩ thì ít nguy hại hơn những đức hạnh của họ rất nhiều (To a philosophic eye, the vices of the clergy are far less dangerous than their virtues.)